# محمد ارباب قمی
محمد ارباب قمی مشهور به حاج میرزا محمد ارباب فقیه، شاعر، و محدث قرن سیزدهم و چهاردهم هجری قمری بود.

## خانواده
وی در سال ۱۲۷۳ هجری قمری در خانواده‌ای روحانی -و در عین حال کشاورز- دیده به جهان گشود. پدر او محمدتقی بیک ارباب، معروف به ارباب جان بابا، از ادیبان شهر قم در دورهٔ ناصری بود. سید حسین مدرسی طباطبایی در کتاب خود به نقل از عبدالله مستوفی می‌نویسد:
«محمدتقی بیک ارباب، با داشتن اطلاعات وسیعی از فلاحت و ساختمان و مقنی گری... که قول و تصدیق او در نزد تمام استادان این متون رهان قاطع به‌شمار می‌رفت، ادیب و شاعر و نویسنده و خوش خط و بذله گو و مجلس آرا هم بود... شعر را بسیار خوب می‌گفت، در نویسندگی و اسلوب خط سبک قائم مقام را پیروی می‌کرد، هم ساده و روان و هم ادیبانه، سهل و ممتنع چیز می‌نوشت... هیچ کس نمی‌توانست تصور کند که در این قبای راسته و (لباس) رعیتی... این قدر اطلاع و فضل و ادب باشد... ممکن است امروز مطلعی مانند او در زراعت و کارهای مربوط به آن و ادیب و نویسنده‌ای مثل او باشد، ولی من در مدت عمر خود شخصی به این جامعی هیچ ندیده‌ام... حاجی میرزا محمد مجتهد، پسرش هم ملای جامع خوش محضر تام العیاری بود که در عالم خود هیچ دست کمی از پدرش نداشت...»

## تألیفات
آثار وی در فقه، حدیث، شعر، تاریخ و کلام عبارتند از:
۱- الاربعین الحسینیة. (این کتاب معروفترین نوشتار مؤلف و در شرح کتاب چهل حدیث امام سوم شیعیان است)
۲- دیوان اشعار (مجموعه‌ای از اشعار عربی و فارسی)
۳- شرح کتاب «بیان» شهید اول
۴- شرح قصیده عینیه سید حمیری (لامّ عمرو باللوی مربع)
۵- رجوم الشیاطین (در رد بابیت و بهاییت)
۶- حاشیه بر کتاب جواهر الکلام
۷- حاشیه بر اسفار اربعه
۸- تصحیح و مقابله بحارالانوار
۹- تصحیح و مقابله غیبت نعمانی (چاپ ۱۳۱۸ ق)
۱۰- تصحیح و مقابله اثبات الوصیة مسعودی (چاپ ۱۳۲۰ ق)
۱۱- تصحیح و مقابله کنزالعرفان فاضل مقداد
۱۲- تصحیح و مقابله منهاج النجاة فیض کاشانی

## فعالیت‌های اجتماعی
پس از حمله روس‌ها به ایران و اشغال شهر قم، مواردی از آزار و اذیت مردم توسط روس‌ها مشاهده شد. در این هنگام ارباب به همراه برخی از افراد مشهور شهر قم ملاقاتی با ژنرال «باراتف» رئیس نظامیان روس مقیم شهر برگزار می‌کنند که متعاقب آن ژنرال به وی در مورد امنیت مردم شهر تضمین می‌دهد.
همچنین نقل می‌شود که پس از تعرض جمعی از فراشان به یکی از زنان شهر، این زن خود را به منزل محمد ارباب می‌رساند و ماجرا را برای او نقل می‌کند. به دنبال آن محمد ارباب به عنوان اعتراض شهر را ترک می‌کند که منجر به دخالت رئیس نظمیه شهر و دستگیری و به مجازات رساندن متعرضین می‌گردد.

## مطالعهٔ بیشتر
- ارباب قمی، میرزامحمد
- شعرانتظار از سروده‌های میرزا محمد ارباب
- ساقی تشنگان /شعراصلی «والله ان قطعتموا یمینی»/سروده حاج میرزا محمد ارباب